# Kirchheim unter Teck
Kirchheim unter Teck er en by i Landkreis Esslingen i Baden-Württemberg, Tyskland. Den 31. december 2013 havde byen 39.389 indbyggere.
48°38′54″N 9°27′04″Ø / 48.6483°N 9.4511°Ø